# Епархия Де-Мойна
Епархия Де-Мойна (лат. Dioecesis Desmoinensis) — епархия Римско-Католической церкви с центром в городе Де-Мойн, США. Епархия Де-Мойна входит в митрополию Дубьюка. Кафедральным собором епархии Де-Мойна является Собор святого Амвросия. К епархии также относится и приходская церковь Святого Иоанна, имеющая статус малой базилики.

## История
12 августа 1911 года Святой Престол учредил епархию Де-Мойна, выделив её из епархии Давенпорта.

## Ординарии епархии
- епископ Дэниэль Остин Доулинг[англ.] (31.01.1912 — 10.03.1919) — назначен архиепископом Сент-Пола
- епископ Томас Уильям Драмм[англ.] (28.03.1919 — 24.10.1933)
- епископ Джеральд Томас Берган[англ.] (24.03.1934 — 07.02.1948) — назначен архиепископом Омахи
- епископ Эдвард Селестин Дейли[англ.] (13.03.1948 — 23.11.1964)
- епископ Георг Джозеф Бискуп[англ.] (30.01.1965 — 20.07.1967) — назначен епископом-коадъютором, позднее архиепископом Индианаполиса
- епископ Морис Джон Дингман[англ.] (02.04.1968 — 14.10.1986)
- епископ Уильям Генри Буллок[англ.] (10.02.1987 — 13.04.1993) — назначен епископом Мадисона
- епископ Джозеф Лео Шеррон[англ.] (12.11.1993 — 10.04.2007)
- епископ Ричард Эдмунд Пейтс[англ.] (10.04.2008 — 18.07.2019)
- епископ Уильям Майкл Джонсен[англ.] (с 18.07.2019)

## Источник
- Annuario Pontificio, Libreria Editrice Vaticana, Città del Vaticano, 2003, ISBN 88-209-7422-3